# Banbhore
La ville fortifiée de Bhanbhore est un site en ruine dans le Sind, dans le sud du Pakistan. Elle fut construite autour du 1er siècle AD a l’époque des Indo-Scythes et fut successivement occupé jusqu’au Moyen Âge.
Le site est le lieu de l’une des mosquées les plus anciennes, la grande mosquée de Bhanbhore, daté de l’an 727.